# Marc Blouin
Marc Blouin (* 13. Mai 1953 in Sainte-Foy (Québec)) ist ein ehemaliger kanadischer Radrennfahrer.

## Sportliche Laufbahn
Blouin war im Straßenradsport aktiv. Er war Teilnehmer der Olympischen Sommerspiele 1976 in Montreal und startete im Mannschaftszeitfahren. Kanada wurde im Mannschaftszeitfahren mit Brian Chewter, Marc Blouin, Serge Proulx und Tom Morris auf dem 16. Rang klassiert.